# Ramón Ayala Jr.
Ramón Ayala Jr. (Alice, Texas, 6 de marzo de 1969) es un cantante y compositor mexicano de origen estadounidense. Es hijo del "Rey del Acordeón", Ramón Ayala, y a la vez cantante del género norteño.

## Biografía
Ramón Ayala Jr. nació el 6 de marzo de 1969 en Alice, Texas siendo el hijo del "Rey del Acordeón", Ramón Ayala.
A los pocos años tuvo el contacto con la música al acompañar a su padre a los bailes para presentarse. Tomando la herencia de su padre que le estaba dejando, decidió incursionar en el mundo de la música, por lo que en 1987 produce su primer disco.
Conocido por la canción "Cuánto me Cuesta" ha llevado para su público varias de sus producciones. Algunos de los éxitos que le marcaron al artista son "Pero esta vez Lloré", "No me hablen de Ella", "Por supuesto que te Amo", "Yo sé que no es Feliz", "Sabor Amargo", "No te Detengas", "Estoy Aquí", "Caricias Falsas" y "Puras Mentiras", entre otros.
Luego al estar ausente por cuatro años desde el 2004, el músico norteño regresa con algunos bríos, al igual que renovado para su próxima producción discográfica.
Siendo el representante para la cuarta generación de la familia. Además, Ramón Ayala Jr. ha sido para su padre un miembro para su banda "Los Bravos del Norte" desde los años 80.

## Discografía

### Álbumes
- "La Segunda Generación" (1988) (primer álbum oficial, grabado en Freddie Récords)
- "Lágrimas de Amor" (1993) (primer álbum para Sony)
- "El Príncipe" (1994)
- "A Muerte" (1996)
- "Estoy Aquí" (1998)
- "2 en 1, Vol. 1" (2001)
- "Con los Ojos del Amor" (2001)
(Todas las producciones bajo el sello Sony Music excepto donde se menciona)

- Datos: Q6099441